# Williams FW20
Williams FW20 – samochód Formuły 1 zespołu Williams, skonstruowany przez Patricka Heada, Gavina Fishera oraz Geoffa Willisa, startujący w sezonie 1998. Kierowcami byli broniący tytułu mistrza świata Jacques Villeneuve oraz Heinz-Harald Frentzen.
Na zespół w tym okresie negatywnie wpłynęło odejście Adriana Neweya do McLarena. Wprawdzie Newey odszedł z Williamsa pod koniec 1996 roku, ale miał duży wpływ na skonstruowanie modelu FW19, tak więc FW20 był pierwszym modelem Williamsa od 1989 roku, skonstruowanym bez udziału Neweya. Samochód nie był również napędzany, jak w poprzednich latach, silnikami Renault; zastąpiła go jednostka Mecachrome, będąca w rzeczywistości starymi silnikami Renault. Na samochodach Williams nie pojawiły się również naklejki głównego sponsora zespołu w latach 1994–1997 – firmy tytoniowej Rothmans, ale Rothmans nadał sponsorował Williamsa, promując swoją markę Winfield, zaś barwy zostały zmienione na czerwono-białe.
Sezon 1998 był dla Williamsa, w porównaniu do poprzednich lat, bardzo nieudany. Zespół zakończył mistrzostwa na trzeciej pozycji, daleko za McLarenem i Ferrari, a broniąc się przed Jordanem i Benettonem. Po sezonie Villeneuve odszedł do nowo powstałego zespołu B.A.R., a Frentzen do Jordana.

## Wyniki
| Legenda oznaczeń w tabelach wyników Wyświetl szablon na nowej stronie | Legenda oznaczeń w tabelach wyników Wyświetl szablon na nowej stronie                                                                     |
| Oznaczenie                                                            | Wyjaśnienie |
| --------------------------------------------------------------------- | --- |
| Złoty                                                                 | Zwycięzca lub mistrzostwo |
| Srebrny                                                               | 2. miejsce lub wicemistrzostwo |
| Brązowy                                                               | 3. miejsce lub II wicemistrzostwo |
| Zielony                                                               | Ukończył, punktował (w klasyfikacji generalnej, gdy zdobył co najmniej jeden punkt na przestrzeni sezonu, poza trzema powyższymi opcjami) |
| Niebieski                                                             | Ukończył, nie punktował (w klasyfikacji generalnej, gdy nie zdobył co najmniej jednego punktu na przestrzeni sezonu)                      |
| Czerwony                                                              | Nie zakwalifikował się (NZ) |
| Czerwony                                                              | Nie prekwalifikował się (NPK) |
| Różowy                                                                | Nie ukończył (NU) |
| Różowy                                                                | Niesklasyfikowany (NS) (w klasyfikacji generalnej, gdy nie został sklasyfikowany w żadnym wyścigu sezonu)                                 |
| Czarny                                                                | Zdyskwalifikowany (DK) |
| Czarny                                                                | Wykluczony (WYK/EX) |
| Biały                                                                 | Nie wystartował (NW) |
| Biały                                                                 | Kontuzjowany (K/INJ) |
| Biały                                                                 | Wyścig odwołany (OD/C) |
| Bez koloru                                                            | Został wycofany (WYC/WD) |
| Bez koloru                                                            | Nie przybył (NP/DNA) |
| Bez koloru                                                            | Nie brał udziału w treningach (NT/DNP) |
| Bez koloru                                                            | Nie został zgłoszony (–) |
| Pogrubienie                                                           | Start z pole position |
| Kursywa                                                               | Najszybsze okrążenie wyścigu |
| †                                                                     | Nie ukończył, ale jego rezultat został zaliczony ze względu na przejechanie więcej niż 90% dystansu wyścigu.                              |
| *                                                                     | Sezon w trakcie |
| 1/2/3                                                                 | Punktowana pozycja w sprincie kwalifikacyjnym                                                                                             |
| Lista systemów punktacji Formuły 1                                    | |

| Sezon | Zespół   | Silnik     | Opony | Kierowcy              | 1   | 2   | 3   | 4   | 5   | 6   | 7   | 8   | 9   | 10  | 11  | 12  | 13  | 14  | 15  | 16  | Pkt. | Msc. |
| ----- | -------- | ---------- | ----- | --------------------- | --- | --- | --- | --- | --- | --- | --- | --- | --- | --- | --- | --- | --- | --- | --- | --- | ---- | ---- |
| 1998  | Williams | Mecachrome | G     |                       | AUS | BRA | ARG | SMR | ESP | MCO | CND | FRA | GBR | AUT | DEU | HUN | BEL | ITA | LUX | JPN | 38   | 3    |
| 1998  | Williams | Mecachrome | G     | Jacques Villeneuve    | 5   | 7   | NU  | 4   | 6   | 5   | 10  | 4   | 7   | 6   | 3   | 3   | NU  | NU  | 8   | 6   | 38   | 3    |
| 1998  | Williams | Mecachrome | G     | Heinz-Harald Frentzen | 3   | 5   | 9   | 5   | 8   | NU  | NU  | 15  | NU  | NU  | 9   | 5   | 4   | 7   | 5   | 5   | 38   | 3    |